# Миле Исаков
Миодраг "Миле" Исаков, (Земун, 20. март 1950) јесте српски политичар, новинар и дипломата.
Најистакнутији је као дугогодишњи лидер политичке странке Реформисти Војводине (РВ). До фебруара 2009. био је амбасадор Србије у Израелу.

## Детињство и младост
Исаков, рођен у предграђу главног града Београда, похађао је основну школу у селима Товаришево и Силбаш код Бачке Паланке. Потом је завршио средње образовање (гимназију) у Новом Саду, а такође је похађао средњу школу у Карсонвилу, селу у америчкој држави Мичиген. Према његовим речима, добио је понуду да после гимназије иде на размену ученика у Америку у трајању од годину дана. Савез социјалистичке омладине Југославије бирао је оне који ће ићи, из сваке републике и покрајине. Он је био активан омладинац и тако су га одабрали. 
1974. дипломирао је југословенску књижевност на Филозофском факултету Универзитета у Новом Саду. На истом факултету је магистрирао са темом „Одјеци комедије Косте Трифковића”.
1975. године добио је посао на ТВ Нови Сад, државној радио−телевизији, где је боравио до 1994. Крајем осамдесетих написао је сценарио комичне серије Специјална редакција у којој су глумили Ђорђе Балашевић, Богдан Диклић, Александар Берчек, Емир Хаџихафизбеговић и Мира Бањац.

## Политика
Био је посланик Реформске демократске странке Војводине (РДСВ) у Скупштини Војводине од 1992. године и председник посланичке групе десетак независних кандидата, а 3. новембра 1996. изабран је на листи коалиције „Војводина” за посланика у Скупштини Југославије. Био је председник независног удружења новинара шест година. Од 1998. био је председник РДСВ, која у међувремену мења име у Реформисти Војводине.
Његова странка је била део широке коалиције ДОС која је 2000. године стекла власт у СР Југославији (савезни ниво) и Србији (републички ниво). У каснијој подели власти Исаков је постао један од пет потпредседника владе у влади премијера Зорана Ђинђића. Разочаран начином на који се ствари одвијају, Исаков је поднео оставку на ту функцију 2004. године и на крају потпуно напустио политику.
2005. године објављена је његова књига ПараДОС, која је указала на његово време у високој политици. Исте године био је кандидат за градоначелника на новосадским општинским изборима. На крају је изгубио од Маје Гојковић.
Објавио је и књигу „Титоник”, роман о слому Титове Југославије и изневереним надама у демократске промене извршене 5. октобра 2000.

## Лични живот
Ожењен је Додом Тот. Имају ћерку Иву.